# Carrouselrijden

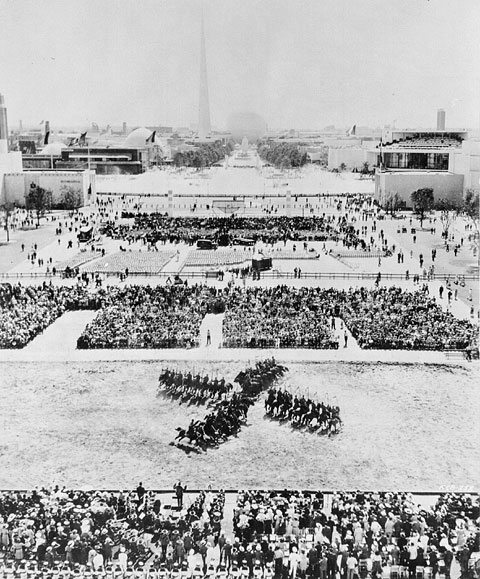
Historische uitbeelding

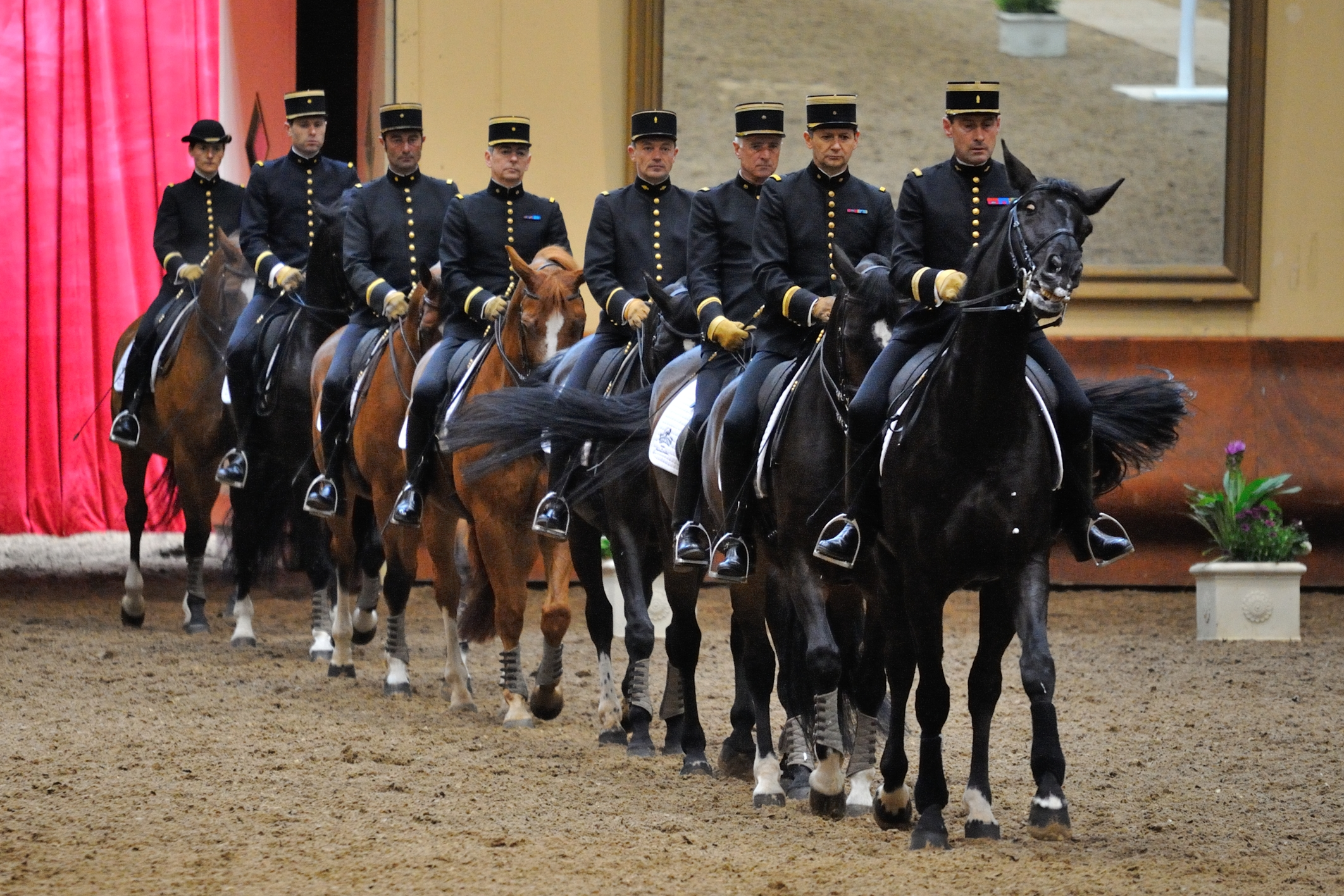
Cadre Noir in de manege

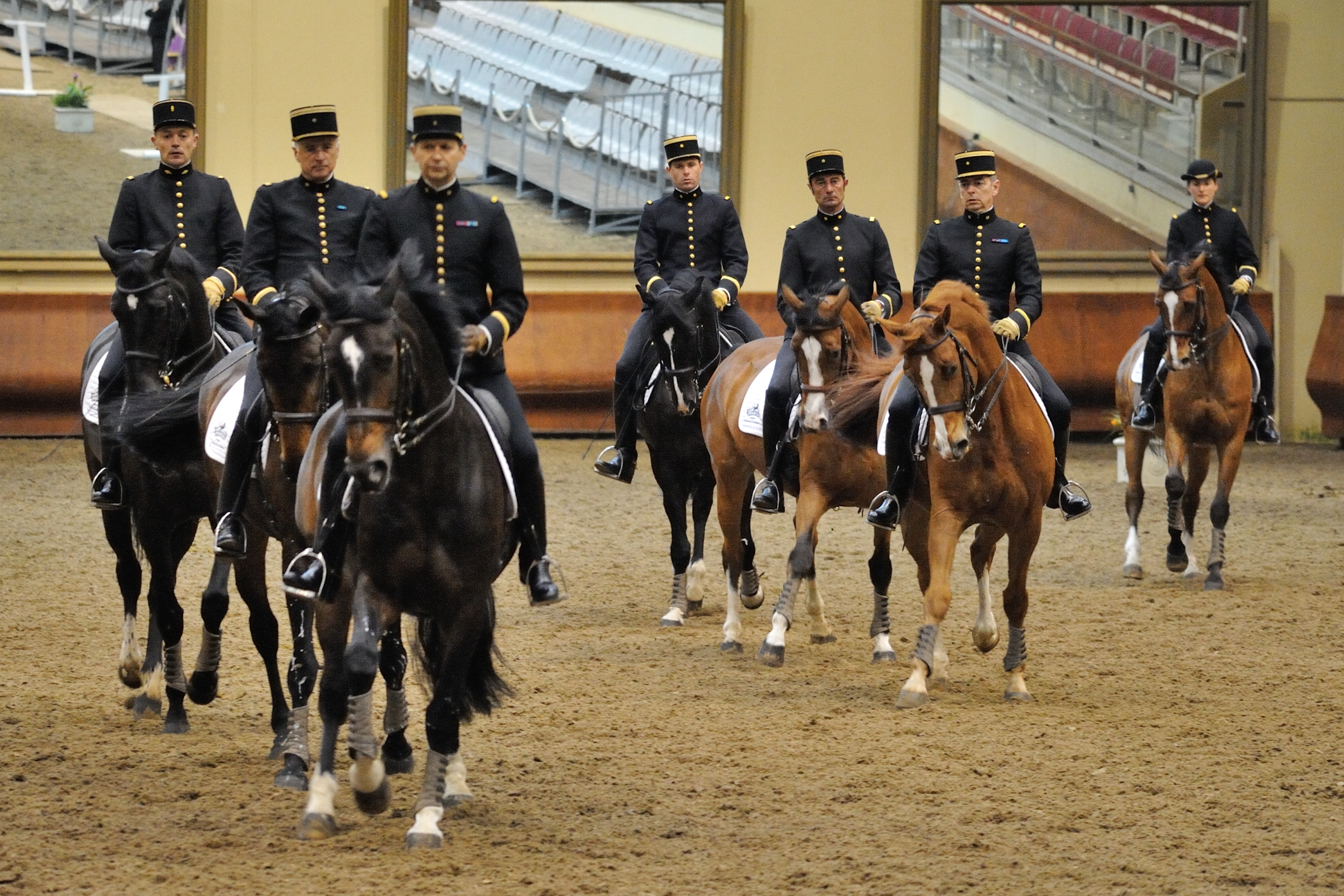
Cadre Noir in de actie

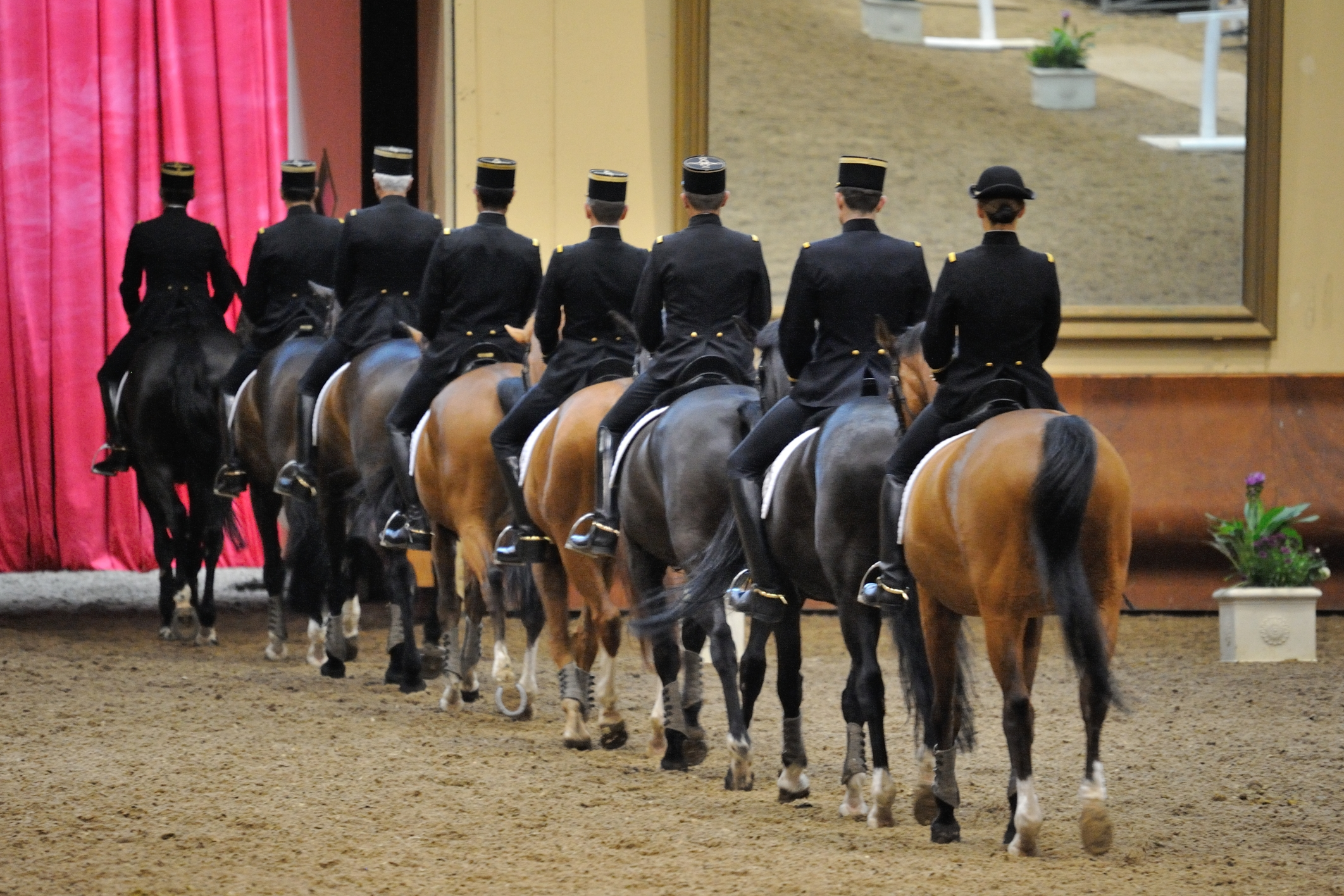
Cadre Noir

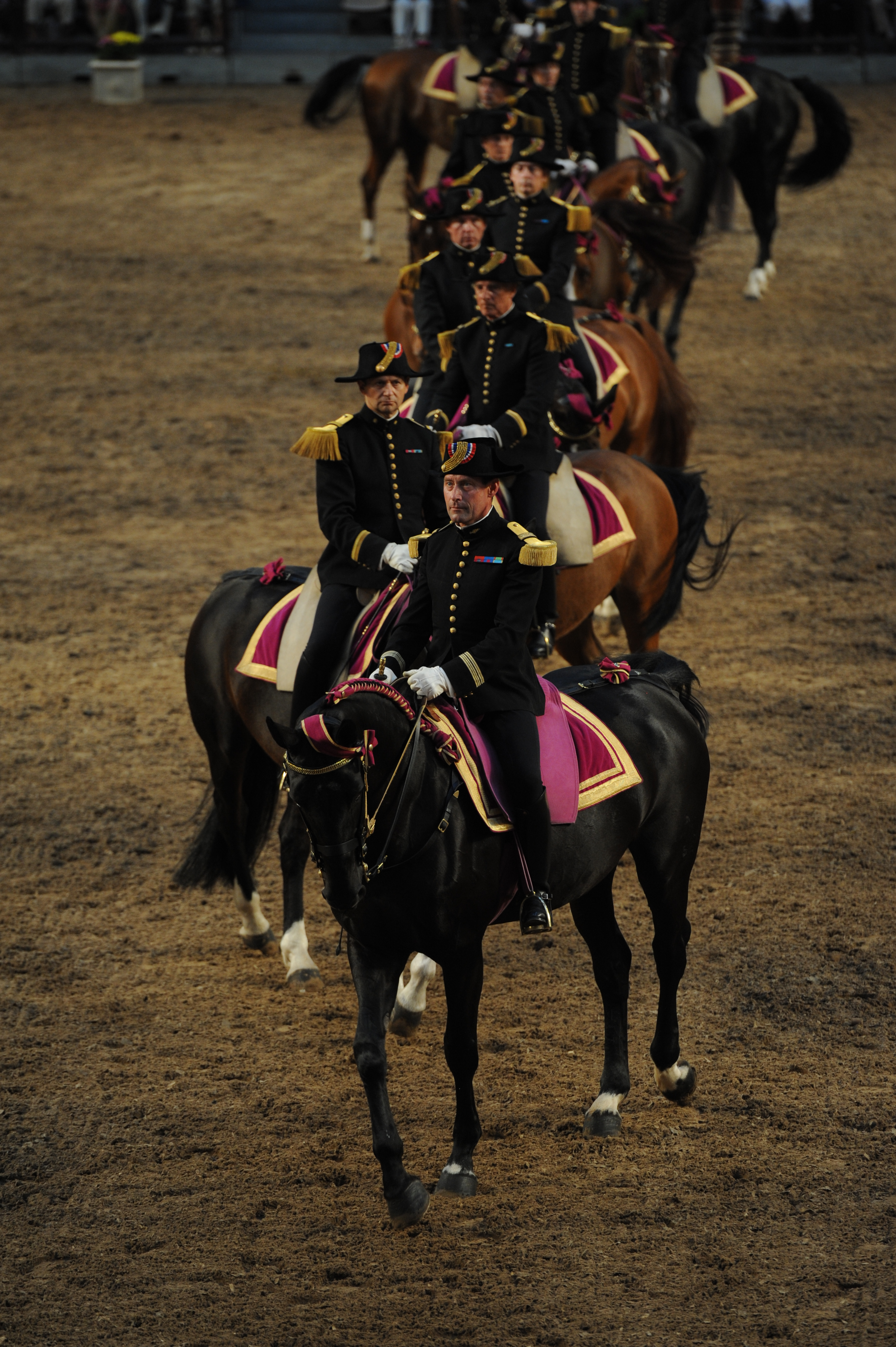
Cadre Noir reprise de manege

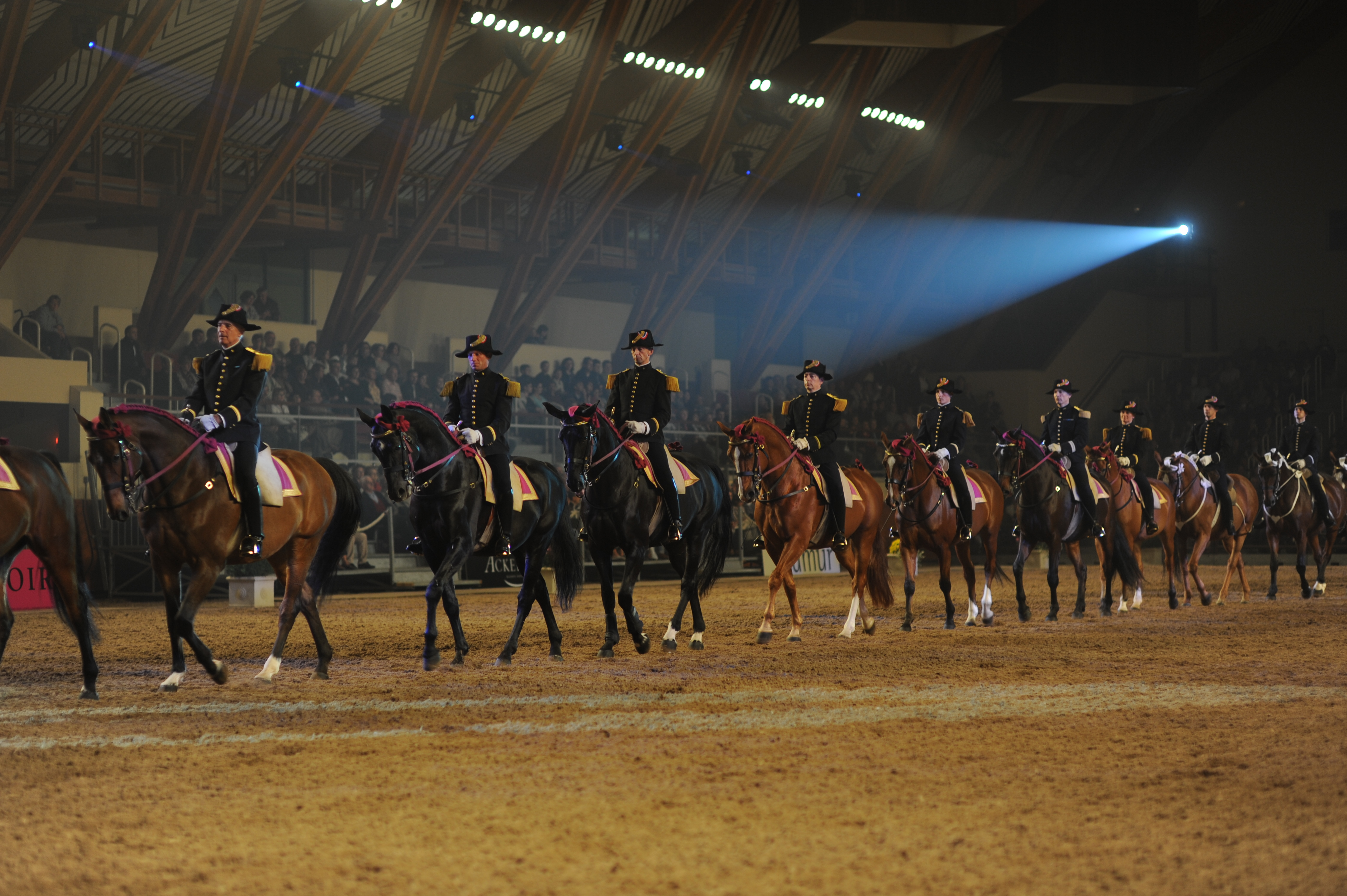
Cadre Noir reprise de manege

Carrouselrijden is een onderdeel van de paardendressuur. Het wordt door een groep van twaalf of zestien ruiters bedreven.
De ruiters rijden op zelf gekozen muziek twee aan twee in colonne aan, en maken diverse figuren en formaties, waarbij een goede dressuur en samenwerking belangrijk zijn. De figuren hebben specifieke namen zoals klaverblad, tourniquette, visgraat of zandloper. Het showelement speelt hierbij een grote rol. Alle ruiters en amazones zijn hetzelfde gekleed en de paarden zijn goed verzorgd.
De Spaanse Rijschool in Wenen staat met haar lipizzanerpaarden aan de top van het carrouselrijden. De Cadre Noir, een Franse rijschool voor hogeschool dressuur, gevestigd in Saumur kent ook een hoog niveau in deze tak van dressuur. Tijdens hippische presentaties bestaat het eerste deel altijd uit carrouselrijden, en het tweede deel uit werken aan de lange teugel.
In Nederland worden jaarlijks regionale en nationale kampioenschappen carrouselrijden gehouden. Ze worden georganiseerd door de Verenigde Carrouselclubs in Nederland (VCN).

## Geschiedenis
De historie van het carrouselrijden in Europa gaat terug tot  de middeleeuwse riddertoernooien. Later was het carrouselrijden vooral een militaire oefening. Het toonde de commandant hoe goed de manschappen zijn bevelen horen en uitvoeren – en het toonde hoe goed de individuele ruiters hun paard onder controle hadden. Dit is nuttige kennis alvorens men met de cavalerie het gevecht aangaat. In Nederland werd carrouselrijden beoefend vanaf ongeveer 1900. Het werd hoofdzakelijk gedaan als training en ter versterking van de discipline. Het was de gewoonte om voor termen en commando's de Franse taal te gebruiken. Later werden  commando's ook in het Nederlands gegeven. Binnen de volksdans vond het carrouselrijden een opvolger in de quadrille.

## De paarden
Carrouselrijden kan een paardvriendelijke aangelegenheid zijn, mits deskundig uitgevoerd. Carrouselrijden is een groepsaangelegenheid, en als kuddedier werkt een paard graag samen. Veelvuldig rijdt men in de carrousel met twee paarden naast elkaar. De jury geeft ook hogere punten als de paarden precies 'in de pas' lopen met elkaar. Dat is wat paarden in de vrije natuur ook graag doen met hun kameraden. Het heeft veel zin, om tweetallen uit te zoeken van paarden die elkaar aardig vinden, of in ieder geval elkaar in de buurt kunnen laten komen zonder spanning.
Ook is het van belang, dat de dieren min of meer dezelfde bouw hebben, en met redelijk gemak in hetzelfde tempo dezelfde snelheid hebben. Tempo is hier: het ritme van de beweging, bijvoorbeeld het ritme, waarin de hoeven op de grond komen. Een goed doorgereden dressuurpaard kan zonder al te veel problemen zijn loopsnelheid aanpassen door te verzamelen of uit te strekken. Bij een verzamelde gang is het ritme 'gemiddeld' terwijl de snelheid laag is; bij een uitgestrekte gang is het tempo gemiddeld, terwijl de snelheid hoog is. Verzamelen dan wel uitstrekken kosten het paard veel kracht. Een paard dat minder goed getraind is, komt in de problemen als hij telkens qua snelheid harder of langzamer moet lopen dan voor hem natuurlijk is. Ook in verband met de muziek is het niet goed mogelijk om bijvoorbeeld met meerdere drafpassen dan de buurman te proberen de buurman bij te houden – de snelheid van de buurman moet gehaald worden in hetzelfde ritme – dat vereist training en spierkracht, vooral als de bouw van beide paarden grotere verschillen vertoont.
Verder is het van belang, dat ieder paard veel vertrouwen heeft in de ruiter. Van nature zal een kuddedier met plezier achter een soortgenoot aanlopen – bij carrouselrijden wordt dat patroon telkens doorbroken. Soms moet een paard voorop, dan weer achteraan, dan weer in een tweetal, dan weer iets anders. Als het paard zijn berijder als een goede vriend ervaart, die bovendien gezag heeft kan het dier zonder problemen leren, dat hij een hoger in rang staand paard kan passeren zonder een trap of een beet te krijgen.
Een typisch militaire manoeuvre is het 'doorlaten' – vroeger was dat aanvallen in open formatie. Dat wil zeggen: bijvoorbeeld zes paarden lopen naar het oosten – de andere zes paarden lopen naar het westen en de paarden passeren elkaar om en om: ieder paard dat naar het westen gaat, gaat tussen twee paarden door die naar het oosten gaan. Voor toeschouwers een prachtige manoeuvre: de twee ruitergroepen die als het ware door elkaar heen lopen. In de lichaamstaal van het paard is het in principe een uitdaging: "ik kom bijna recht op je af – wie van ons gaat er opzij?" Begrip, geduld en beginnen met ruime afstanden is noodzakelijk voor het oefenen van deze voor een kuddedier ongewone exercitie. Is een paard er eenmaal aan gewend dan zal het minder stress ervaren.